# Liste von Personen der Indonesienkunde
Dies ist eine Liste von Personen der Indonesienkunde (Indonesistik, niederländisch Indonesiëkunde), also Personen, deren Arbeitsschwerpunkt im wissenschaftlichen Bereich bei Indonesien und/oder dem ehemaligen Niederländisch-Indien liegt. Im weiteren Sinne ist deren Arbeitsfeld der Indologie bzw. Malaiologie zuzurechnen.
In den Niederlanden wurden bis kurz nach der indonesischen Unabhängigkeit Kurse mit der Bezeichnung „Indologie“ („Indologie-opleiding“) für die niederländischen Beamten im kolonialen Niederländisch-Indien ausgerichtet, die von 1825 und 1950 an den Universitäten von Delft, Leiden und Utrecht stattfanden. Aufgrund der vorbelasteten Vergangenheit des Begriffs der Indologie wurde er in den Niederlanden an der Universität Leiden abgeschafft, die Studien in Leiden tragen jetzt den Namen South and Southeast Asian Studies (Süd- und Südostasien-Studien).
In Deutschland wurde Indonesienkunde/Indonesistik einzig an der Universität Jena gelehrt, die Stelle wurde nach der Pensionierung von Renate Carstens gestrichen.

## A
- Lucien Adam, 1890–1974, Regierungsbeamter in Niederländisch-Indien
- Karel Alexander Adelaar, 1953, Sprache
- Johannes Cornelis Anceaux, 1920–1988, Sprache
- Ben Arps, 1961, Sprache
- Peter Austin, Sprache

## B
- Jan van Baal, 1909–1992, Anthropologie
- Cornelis Christaan Berg, 1900–1990, Philologie und Geschichte
- Robert Blust, Sprache
- Frederik David Kan Bosch, 1887–1967, Altertumskunde
- Jan Laurens Andries Brandes, 1857–1905, Philologie
- Willem Palmer van den Broek, –1881, Philologie

## C
- Rainer Carle, 1946–2015, Professor für Austronesische Sprachen und Kulturen an der Universität Hamburg
- Renate Carstens, * 1938, Sprache
- Johannes Gijsbertus de Casparis, 1916–2002, Geschichte
- Abraham Benjamin Cohen Stuart, 1880–1955, Philologie
- Adriaan David Cornets de Groot, 1804–1829

## D
- Bernhard Dahm, 1932–2023, Geschichte, Professor an der Universität Passau
- Berthold Damshäuser, * 1957, Sprache und Literatur
- Jared Diamond, * 1937
- Hoesein Djajadiningrat, 1886–1960, Philologie
- Gerardus Willibrordus Joannes Drewes, 1899–1993, Islamwissenschaft

## E
- Johan van Eerde (1871–1936), Indologie

## F
- Helmut Fessen, * 1934, Geschichte, Professor an der Humboldt-Universität zu Berlin
- Henri Théodore Fischer, 1901–1976, Anthropologie
- Rudolf Hermann Theodor Friedrich, 1817–1875, Philologie

## G
- Theodoor Paul Galestin, 1907–1980, Archäologie, Geschichte
- Clifford James Geertz, 1926–2006, Ethnologie/Kulturanthropologie
- Johann Friedrich Carl Gericke, 1798–1857, Philologie und Bibelübersetzung
- Henricus Geurtjens, 1875–1957, Missionar und Anthropologie
- Jan Gonda, 1905–1991, Sprache
- Justus Rinia Petrus François Gonggrijp, 1827–1909, Sprache
- Roelof Goris, 1898–1965, Philologie
- Hermanus Johannes de Graaf, 1899–1984, Geschichte
- Theo de Graaf, 1912–1983, Indologie
- Arndt Graf, * 1964, Professor für Südostasienwissenschaften an der Goethe-Universität Frankfurt am Main
- Cornelis Dirk Grijns, 1924–1999
- Johannes Gerardus Hermanus Gunning, 1856–1914, Philologie

## H
- Shiro Hattori, 1908–1995, Sprache
- Godard Arend Johannes Hazeu, 1870–1929, Sprache
- Irene Hilgers-Hesse, 1905–2004, Gründerin des Malaiologischen Apparats der Universität zu Köln, langjährige Geschäftsführerin der Deutsch-Indonesischen Gesellschaft
- Christiaan Hooykaas, 1902–1979, Sprache
- Vincent Houben, * 1957, Professor für Geschichte und Gesellschaft Südostasiens an der Humboldt-Universität zu Berlin
- Frederik de Houtman, 1571–1627, Reisender/Sprache (eigentlich Frederick)
- Alfred Hudson, –, Sprache

## I
- Josua van Iperen, 1726–1780, Geschichte

## J
- Herbert W. Jardner, * 1951, Ethnologie
- Jan Petrus Benjamin de Josselin de Jong, 1886–1964, Anthropologie
- Patrick Edward de Josselin de Jong, 1922–1999, Anthropologie
- Franz Wilhelm Junghuhn, 1809–1864, Naturforscher
- Hendrik Herman Juynboll, 1867–1945, Philologie
- Theodoor Willem Juynboll, 1866–1948, Islamwissenschaft

## K
- Hans Kähler, 1912–1983, Sprachen, Professor an der Universität Hamburg
- Jacob Kats, 1875–1945, Kulturwissenschaft
- Johan Hendrik Caspar Kern, 1833–1917, Sprache
- Johannes Pieter Kleiweg de Zwaan, 1875–1971, Anthropologie
- Hillebrandus Cornelius Klinkert, 1829–1913, Literaturwissenschaft und Bibelübersetzung
- Koentjaraningrat, 1923–1999, Anthropologie
- Nicolaas Johannes Krom, 1883–1945, Altertumskunde
- Jaap Kunst, 1891–1960, Musikwissenschaft

## L
- Jacob Cornelis van Leur, 1908–1942, Jurist und Geschichte

## M
- Franz Magnis-Suseno (Maria Franz Anton Valerian Benedictus Ferdinand von Magnis), 1937, Philosophie und Anthropologie
- Benjamin Frederik Matthes, 1818–1908, Sprache und Bibelübersetzung
- Johannes Jacobus Meinsma, 1833–1886, Geschichte
- Elio Modigliani, 1860–1932, italienischer Forschungsreisender, Ethnograph, bekannt durch sein Die Insel der Frauen über Enggano
- Willem van der Molen, 1952, Philologie
- Simon Musgrave, –, Sprache

## N
- Anton Willem Nieuwenhuis, 1864–1953, Arzt, Anthropologie
- Rob Nieuwenhuys, 1908–1999, Literatur
- Jacobus Noorduyn, 1926–1994, Sprache
- Bernd Nothofer, 1941–2025, Professor für Südostasienwissenschaften an der Goethe-Universität Frankfurt am Main

## O
- Lou Onvlee, 1893–1986, Sprache und Anthropologie
- Charles Adriaan van Ophuijsen, 1854–1917, Sprache

## P
- Gertrud Pätsch, 1910–1994, Sprache
- Josephus Dominicus Maria Platenkamp, 1951, Anthropologe
- Theodoor Gautier Thomas Pigeaud, 1899–1988, Sprache und Orientalistik
- Peter Wilhelm Pink, * 1938, Philologie, Professor an der Universität zu Köln
- Cornelis Marinus Pleyte, 1863–1917, Philologie
- Raden Mas Ngabehi Poerbatjaraka, 1884–1964, Philologie
- Prijohoetomo, –, Philologie
- Prijono, –, Philologie
- Bambang Kaswanti Purwo, –, Sprache
- Jan van der Putten, * 1959, Professor für Austronesische Sprachen und Kulturen an der Universität Hamburg

## Q
- George Quinn, 1943, Literaturwissenschaft

## R
- Thomas Stamford Raffles, 1781–1826
- Hans Ras, 1926–2003, Sprache
- Willem Rassers, 1877–1973, Museumsanthropologie
- Stuart O. Robson, Sprache
- Roelof Roolvink, 1918–1994
- Taco Roorda, 1801–1874, Sprache
- Birgitt Röttger-Rössler, * 1955, Ethnologie/Sozial- und Kulturanthropologie, Professorin an der Freien Universität Berlin
- Gerrit Pieter Rouffaer,  1860–1928, Sprache
- Georg Everhard Rumphius

## S
- Reimar Schefold, 1938, Anthropologie
- Bertram Johannes Otto Schrieke, 1890–1945, Anthropologie
- Nicolaas Gerhard Schulte Nordholt, 1940, Anthropologie
- Christiaan Snouck Hurgronje, 1857–1936, Arabistik und Islamwissenschaft
- Pieter Vincent van Stein Callenfels, 1883–1938, Kulturgeschichte
- Willem Frederik Stutterheim, 1892–1942, Kulturgeschichte
- Heinrich Sundermann, 1849–1919, Sprache
- Jan Lodewijk Swellengrebel, 1909–1984, Philologie

## T
- Kurt Tauchmann, 1939–2020, Ethnologie/Kulturanthropologie, Professor an der Universität zu Köln
- Andries Teeuw, 1921–2012, Sprache
- Tjan Tjoe Siem, 1909–1978, Sprache
- Darrell Tryon, –, Sprache
- Herman Neubronner van der Tuuk, 1824–1894, Sprache

## U
- Eugenius Marius Uhlenbeck, 1913–2003, Sprache

## V
- François Valentyn, 1666–1727, Geistlicher, Reisender; Naturbeschreibung
- Cornelis van Vollenhoven, 1874–1933, Jurist
- Petrus Voorhoeve, 1899–1996, Philologie und Sprache

## W
- George Henric Werndly, 1694–1744, Sprache und Bibelübersetzung
- Ingrid Wessel, * 1942, Professorin für Neue Geschichte Südostasiens und Indonesistik an der Humboldt-Universität zu Berlin
- Louis Constant Westenenk, 1872–1930, Indologie, Diplomat, Sprache und Beamter
- Douwe Klaas Wielenga, 1880–1942, Missionar und Sprache
- Edwin Paul Wieringa, * 1964, Philologie und islamische Kulturen, Professor an der Universität zu Köln
- Kurt Wulff, 1881–1939, Philologie
- Stephen Adolphe Wurm, 1922–2001, Sprache

## Z
- Beryl de Zoete (1879–1962), Kunstgeschichte und Orientalistik
- Petrus Josephus Zoetmulder, 1906–1995, Sprache
- Albert G. van Zonneveld, Ethnograph, Sammler, bekannt durch sein Traditionele wapens van Enggano, 2012